# 汤米·班克斯
汤米·班克斯（英語：Tommy Banks，1929年11月10日—2024年6月13日），英格兰男子足球运动员，司职后卫。他曾代表英格兰代表队参加1958年国际足联世界杯，结果队伍止步小组赛阶段。